# السياحة في زامبيا

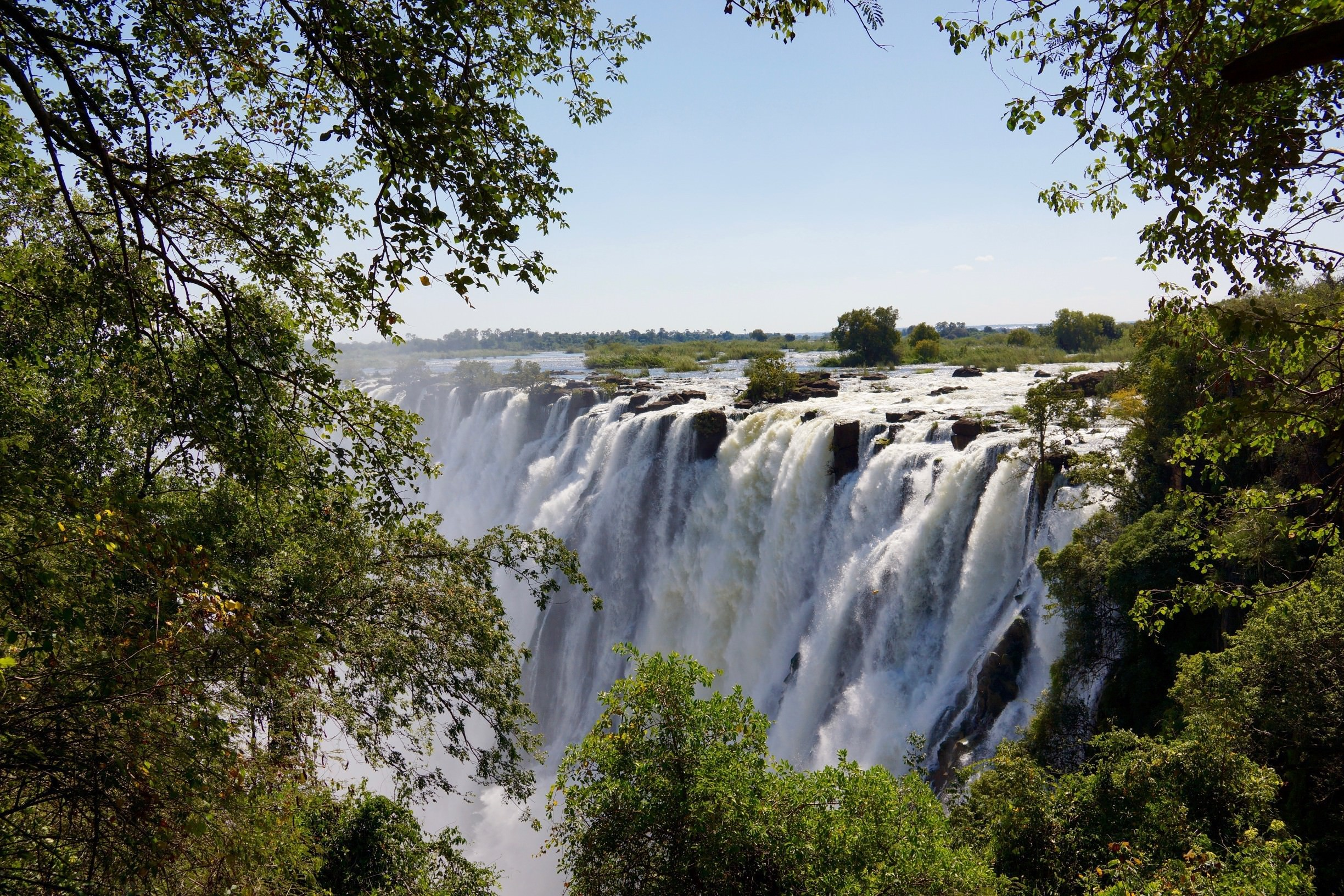
شلالات فيكتوريا- زامبيا

ترتبط السياحة في زامبيا بالسياحة في بعض الدول الإفريقية الأخرى (خاصة دول الجنوب الإفريقي)، وتُعد محورًا رئيسيًا متناميًا. حيث يوجد في زامبيا أكثر من 2500 أسد، بالإضافة إلى العديد من المتنزهات الوطنية والشلالات، والبحيرات، والأنهار، والمعالم التاريخية. شاركت زامبيا في العديد من الاتفاقيات المتعلقة بالسياحة مع دول مثل: أوغندا، وكينيا. واشارت وزارة السياحة والفنون الأوغندية أن زامبيا تعد نموذجًا للسياحة في أفريقيا، وأقامت وكالة السياحة في زامبيا شراكة مع الحكومة من خلال وزارة السياحة والقطاع الخاص، بهدف تعزيز الجانب التسويقي في صناعة السياحة.    

## نبذة عامة
تُعد السياحة في زامبيا واحدة من مجالات النمو المحتملة في البلاد، حيثُ مُنحت وضع التصدير غير التقليدي، وتتلقى الكثير من الدعم من الحكومة من خلال تطوير البنية التحتية، وتُشجع زيادة مشاركة القطاع الخاص، فضلاً عن الحوافز الضريبية الجذابة لجميع الاستثمارات في هذا القطاع السياحي. 
يُعد الصيد أيضًا جزءً مهمًا من صناعة السياحة في زامبيا. على الرغم من أن البلاد حظرت جميع أشكال الصيد في يناير 2013، وسط مخاوف من الفساد والإفراط في صيد بعض الأنواع، فقد شرعت مرة أخرى صيد معظم أنواع الحيوانات البرية في عام 2014. بالإضافة إلى ذلك، أعلن وزير السياحة الزامبي، أنه قد يُصاد الفهود بشكل قانوني بداية من عام 2015، وقد يُصاد الأسود مرة أخرى بداية من عام 2016. 

## المعالم السياحية
| اسم عنصر الجذب السياحي       | الموقع                                | أقرب المطارات                     | ملاحظات                                                                                      |
| ---------------------------- | ------------------------------------- | --------------------------------- | -------------------------------------------------------------------------------------------- |
| شلالات فيكتوريا              | ليفينغستون، المحافظة الجنوبية         | مطار هاري موانجا نكومبولا الدولي  | واحدة من عجائب الدنيا السبع الطبيعية، وتعرف محليًا باسم "موسى أوا تونيا".                     |
| بحيرة كاريبا                 | المحافظة الجنوبية                     | مطار هاري موانجا نكومبولا الدولي  | ثاني أكبر خزان من صنع الإنسان في العالم بمساحة 5580 كيلو مترًا مربعًا                          |
| حديقة تماسيح ليفينغستون      | ليفينغستون، المحافظة الجنوبية         | مطار هاري موانجا نكومبولا الدولي  | [ 8 ]                                                                                        |
| متحف ليفينغستون              | ليفينغستون، المحافظة الجنوبية         | مطار هاري موانجا نكومبولا الدولي  | أقدم متحف في البلاد ويحتوي على رسائل ومذكرات ديفيد ليفينغستون                                |
| سيافونجا                     | سيافونجا، المحافظة الجنوبية           | مطار هاري موانجا نكومبولا الدولي  | [ 10 ]                                                                                       |
| حديقة موسى أوا تونيا الوطنية | المحافظة الجنوبية                     | مطار هاري موانجا نكومبولا الدولي  |                                                                                              |
| شلالات كالمبو                | محافظة لوابولا                        | مطار مانسا                        | [ 11 ] [ 12 ]                                                                                |
| بحيرة بانغويلو               | محافظة لوابولا                        | مطار مانسا                        |                                                                                              |
| شلالات لومانجوي              | لوابولا والمحافظات الشمالية           | مطار مانسا                        | أكبر شلال داخل الدولة، يبلغ ارتفاعه من 30 إلى 40م، ويبلغ عرضه من 100 إلى 160م.               |
| شلالات مومبولوما             | محافظة لوابولا                        | مطار مانسا                        |                                                                                              |
| شلالات موسوندا               | محافظة لوابولا                        | مطار مانسا                        |                                                                                              |
| منتزه مويرو وانتيبا الوطني   | لوابولا والمحافظات الشمالية           | مطار مانسا                        |                                                                                              |
| شلالات نتومباتشوشي           | محافظة لوابولا                        | مطار مانسا                        | شلالات متدفقة، وبرك تمتد لمسافة 2كم فوق شلالين رئيسين متوازيين، بعرض 10 أمتار، وعمق 30 مترًا. |
| شاطيء سامفيا                 | سامفيا، محافظة لوابولا                | مطار مانسا                        | عشرات الكيلومترات من شاطيء الرمال البيضاء                                                    |
| شلالات تشيلامبوي             | المحافظة الشمالية                     | مطار كاساما                       | [ 14 ]                                                                                       |
| شلالات تشيشيمبا              | كاساما، المحافظة الشمالية             | مطار كاساما                       |                                                                                              |
| حديقة إيسانجانو الوطنية      | المحافظة الشمالية                     | مطار كاساما                       | موجودة في أراضي بونغولو الرطبة                                                               |
| شلالات كابويلومي             | المحافظة الشمالية                     | مطار كاساما                       |                                                                                              |
| حديقة لافوشي ماندا الوطنية   | المحافظة الشمالية                     | مطار كاساما                       | موجودة في أراضي بونغولو الرطبة                                                               |
| متحف موتو موتو               | مبالا، المحافظة الشمالية              | مطار كاساما                       |                                                                                              |
| منتزه نسومبو الوطني          | المحافظة الشمالية                     | مطار خليج كاسابا                  | [ 15 ]                                                                                       |
| خليج كاسيا                   | المحافظة الشمالية                     | مطار خليج كاسابا                  | في حديقة نوسمبو الوطنية                                                                      |
| حديقة كافوي الوطنية          | المحافظة الشمالية الغربية             | مطار كينيث كاوندا الدولي          | أكبر حديقة وطنية في زامبيا، وتغطي مساحة تبلغ حوالي 22400كيلومتر مربع                         |
| حديقة ويست لونجا الوطنية     | المحافظة الشمالية الغربية             | مطار سولويزي                      |                                                                                              |
| نهر زمبيزي                   | موينيلونجا، المحافظة الشمالية الغربية | مطار سولويزي                      | منبع نهر زامبيزي ومحمية نباتية، جزء من غابة منبع نهر زامبيزي الوطنية.                        |
| حديقة بلو لاتون الوطنية      | المحافظة الوسطى                       | مطار كينيث كاوندا الدولي          | [ 17 ]                                                                                       |
| نهر لونسيمفوا                | مكوشي، المحافظة الوسطى                | مطار سيمون موانسا كابويبوي الدولي |                                                                                              |
| حديقة كاسنكا الوطنية         | المحافظة الوسطى                       | مطار مانسا                        |                                                                                              |
| ينابيع كابيشيا الساخنة       | مبيكا، محافظة موتشينغا                | مطار كاساما                       |                                                                                              |
| شلالات كونداليلا             | محافظة موتشينغا                       | مطار مانسا                        |                                                                                              |
| منتزه شمال لوانجوا الوطني    | محافظة موتشينغا                       | مطار مفوي                         |                                                                                              |
| حديقة نييكا الوطنية          | محافظة موتشينغا                       | مطار مفوي                         |                                                                                              |
| منتزه جنوب لوانجوا الوطني    | محافظة موتشينغا                       | مطار مفوي                         | [ 18 ]                                                                                       |
| نزل مفوي                     | محافظة موتشينغا                       | مطار مفوي                         | نزل سفاري يطل على بحيرة مفويه في منتزه جنوب لوانجوا الوطني                                   |
| محمية الطيور شيمبي           | كيتوي، محافظة كوبربيلت                | مطار سيمون موانسا كابويبوي الدولي | [ 20 ]                                                                                       |
| حديقة نسوبي للألعاب          | محافظة كوبربيلت                       | مطار سيمون موانسا كابويبوي الدولي | [ 21 ]                                                                                       |
| منتزه هابي لاند الترفيهي     | تشونغوي، محافظة لوساكا                | مطار كينيث كاوندا الدولي          | مدينة ملاهي                                                                                  |
| منتزه لوشينفار الوطني        | محافظة لوساكا                         | مطار كينيث كاوندا الدولي          | [ 23 ]                                                                                       |
| نزل سفاري لوليبزي            | محافظة لوساكا                         | مطار كينيث كاوندا الدولي          | [ 24 ]                                                                                       |
| منتزه زامبيزي السفلي الوطني  | محافظة لوساكا                         | مطار كينيث كاوندا الدولي          | [ 25 ]                                                                                       |
| متحف لوساكا الوطني           | لوساكا، محافظة لوساكا                 | مطار كينيث كاوندا الدولي          | المتحف                                                                                       |
| حديقة لوساكا الوطنية         | لوساكا، محافظة لوساكا                 | مطار كينيث كاوندا الدولي          |                                                                                              |
| حديقة موندا واندا البيئية    | تشيلانجا، محافظة لوساكا               | مطار كينيث كاوندا الدولي          | [ 27 ]                                                                                       |
| منتزه تازارا التذكاري        | تشونغوي، محافظة لوساكا                | مطار كينيث كاوندا الدولي          | المتحف                                                                                       |
| سهل فيضان باروتسي            | المحافظة الغربية                      | مطار مونغو                        | [ 29 ]                                                                                       |
| شلالات شافوما                | المحافظة الغربية                      | مطار لوكولو                       |                                                                                              |
| حديقة ليووا بلين الوطنية     | المحافظة الغربية                      | مطار لوكولو                       | [ 30 ]                                                                                       |
| شلالات نغوني                 | المحافظة الغربية                      | مطار لوكولو                       | تعرف أيضًا باسم شلالات سيوما                                                                  |
| حدائق سيوما نجويزي الوطنية   | المحافظة الغربية                      | مطار سيشيكي                       | [ 33 ]                                                                                       |

## السياسات الحكومية المتعلقة بالسياحة
بسبب الأوضاع الأقتصادية السيئة في زامبيا، اعتمدت البلاد تاريخيًا على المساعدات الأجنبية، في محاولة للتخفيف من حدة الفقر.  وظهرت السياحة في السنوات الأخيرة بوصفها طريقة بديلة للتعدين، لتعزيز اقتصاد زامبيا. 
وتنظر الحكومة الزامبية إلى السياحة باعتبارها أداة للتنمية الاقتصادية والريفية، لأنها تزيد من الدخل، وتخلق فرص العمل، وتعزز الحفاظ على الحياة البرية، وتحسن مستويات المعيشة.
لقد اكتسبت ظاهرة "سياحة المغامرات" شعبية واسعة على مستوى العالم، كما اكتسبت شعبية كبيرة داخل زامبيا نفسها، وخاصة داخل مدينة ليفينجستون، التي أصبحت تُعرف الآن باسم "عاصمة سياحة المغامرات" في أفريقيا. 
ونظرًا لأن السياحة بوصفها قطاع اقتصادي، يتم تعزيزها من خلال التعاون بين الدول المجاورة، فقد تعاونت زامبيا، بصفتها عضوًا في مجموعة التنمية لجنوب إفريقيا (SADC)، مع دول أخرى داخل المجموعة، من أجل جذب السياح بشكل متبادل. 
وقد واجهت زامبيا، مثلها مثل بقية دول مجموعة جنوب أفريقيا للتنمية، صعوبات بالغة في التنافس مع دول أخرى، تملك وجهات سياحية أكثر رسوخًا، وذلك لعدة أسباب، بعضها يشمل صعوبة النقل إلى البلدان، وغياب الرحلات الجوية الدولية المباشرة، والفشل في خلق تجارب أو منتجات سياحية جذابة. 

### جهود لتعزيز السياحة
باعتبار زامبيا عضوًا في مجموعة دول جنوب أفريقيا للتنمية، انخرطت في الجهود التالية، من أجل تعزيز السياحة.
بروتوكول السياحة في دول جنوب أفريقيا لعام 1998م، والذي يتضمن حث الدول الأعضاء على إنشاء "تأشيرة موحدة" تسمح للسائحين بالسفر عبر حدود دول جنوب أفريقيا بحرية تامة. وبعد النجاح الأولي لهذه التحربة، وقعت زامبيا وزيمبابوي في نوفمبر 2014م مذكرة تفاهم لوضع نظام أكثر ديمومة، والمعروف بــ "UNIVISA" والذي يسمح للسائحين بزيارة كلا البلدين بتأشيرة واحدة. 
منظمة السياحة الإقليمية في جنوب أفريقيا (ريتوسا) 2002م، في محاولة لجعل منطقة جنوب أفريقيا أكثر جاذبية للزوار، فرض الميثاق على الدول الأعضاء في منطقة جنوب أفريقيا لسلسلة من البروتوكولات والبرامج بهدف الترويج للمنطقة. 
تجاهد زامبيا في الوقت الراهن، لتسهيل السياحة دون خلق أية أعباء على المجتمعات المحلية من شأنه أن يؤدي إلى فقدان الثقافة، وعدم استقرار الاقتصاد، وتهديد البيئة. 

## السياحة بوصفها شكل من أشكال الحفاظ على الحياة البرية
أدى زيادة الصيد الرياضي، والسياحة البيئية إلى زيادة أعداد الحيوانات البرية في بلدان جنوب أفريقيا مثل زامبيا. ونظرًا لأن زامبيا موطن للعديد من المتنزهات الوطنية، والشلالات، ومناطق إدارة الحيوانات البرية، فإن معظم السياحة في زامبيا تعتمد على الحياة البرية.  وقد لعبت السياحة البيئية في زامبيا، على الرغم من الدمار الذي لحق بها بسبب جائحة فيروس كورونا، دورًا رئيسيًا في السيطرة على الصيد الجائر، وجذب الاستثمار الأجنبي لحماية الحياة البرية. 
وقد أعلن برنامج الأمم المتحدة الإنمائي، "حصة الأسد"، مؤخرًا عن التزامه بمنح 400 ألف دولار أمريكي للسياحة القائمة على الحياة البرية في زامبيا، من أجل حماية الحياة البرية هناك، وخلق فرص العمل.  وثمة علاقة قوية بين الحياة البرية، والسياحة في زامبيا، فإذا كانت الحياة البرية ضرورية لتنمية صناعة السياحة في زامبيا، وبالتالي اقتصاد زامبيا.، فإن صناعة السياحة ضرورية أيضًا للحفاظ على الحياة البرية في البلاد.  ويتمسك وزير السياحة والفنون في زامبيا بالإطار المحدد من التوقعات والأهداف المنصوص عليها في أجندة 2030م، وهي مبادرة لزيادة استدامة السياحة في إفريقيا. 

ومع ذلك، فالسياحة في زامبيا ترتبط أيضًا بزيادة التحضر في البلاد، على حساب الجهود المبذولة لحماية البيئة. ومن بين التحديات الأخرى، التي تواجه السياحة في زامبيا: الحالات الموثقة لانتشار فيروس حمى الضنك في جميع أنحاء المنطقة من بلدان مجاورة أخرى.   

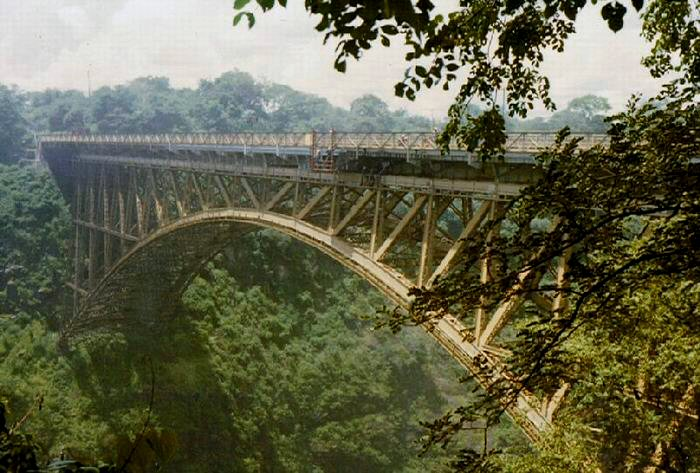
جسر شلالات فيكتوريا
Lusaka National Museum متحف لوساكا الوطني
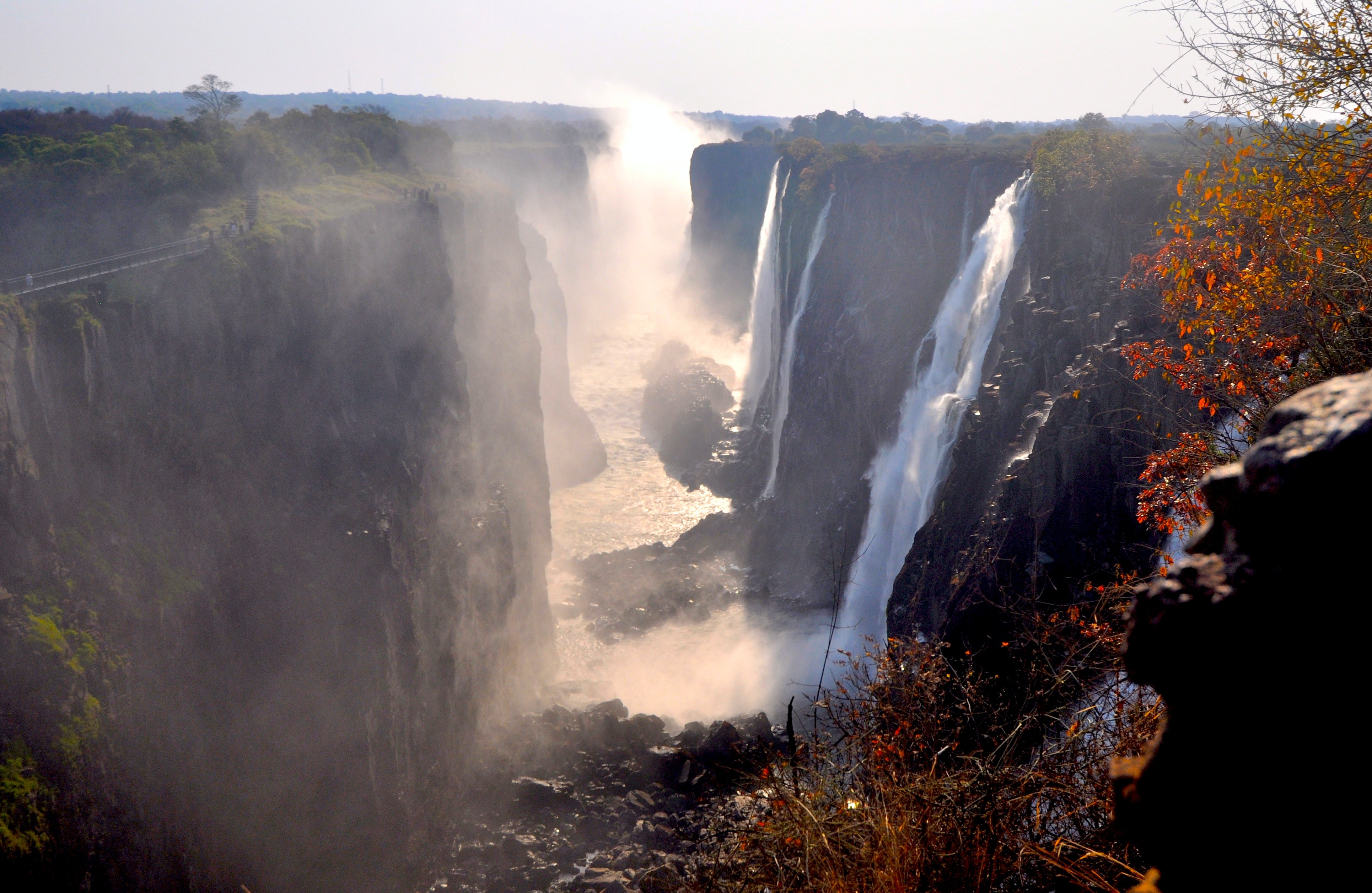
شلالات فيكتوريا
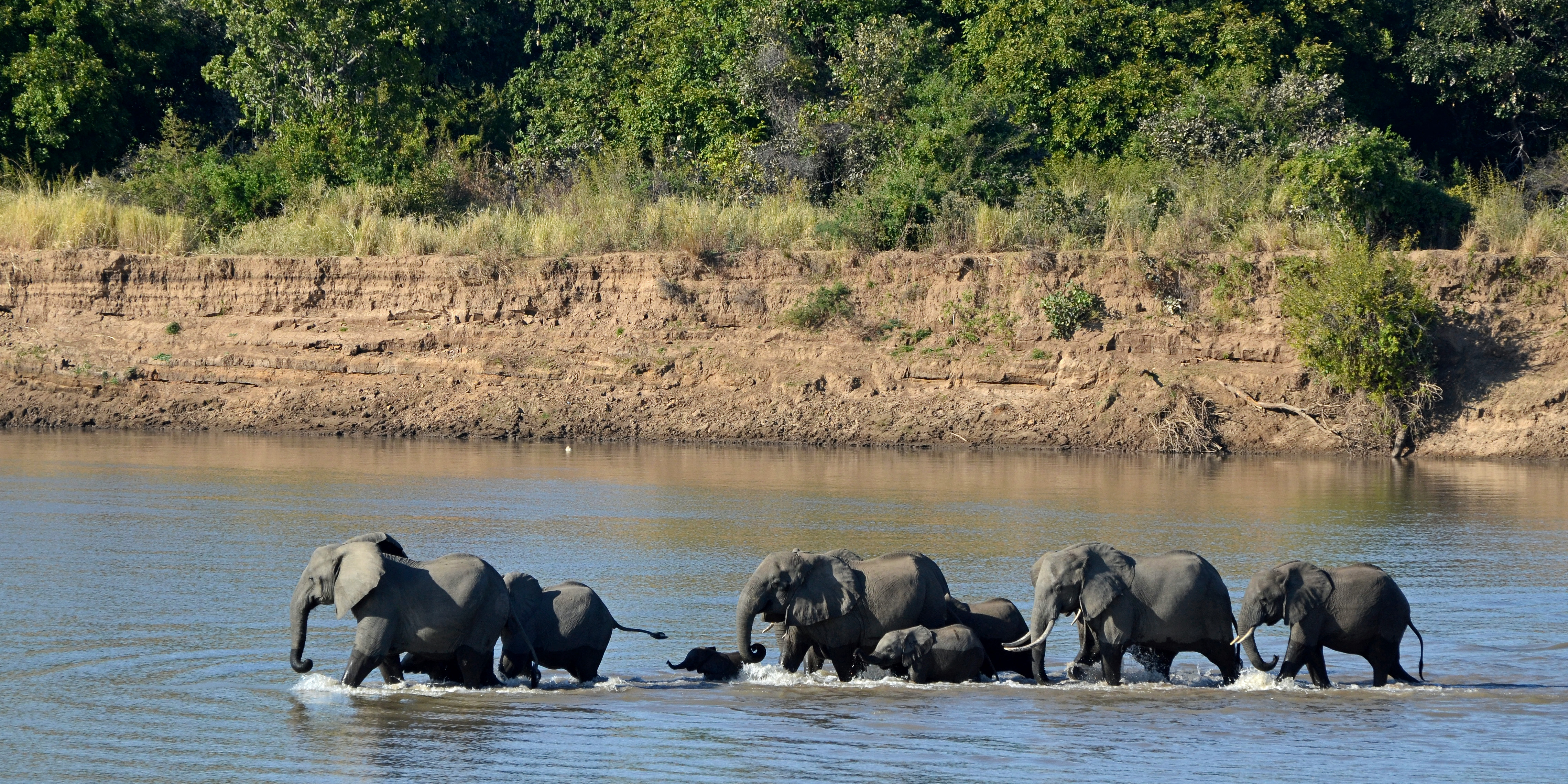
منتزه جنوب لوانجوا الوطني
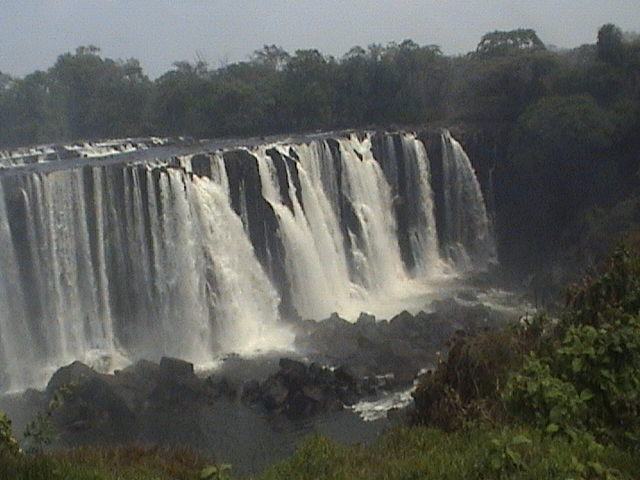
شلالات لومانجوي
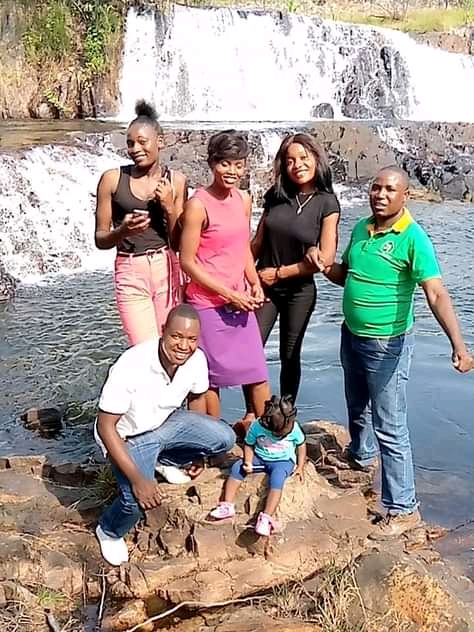
شلالات نتومباتشوشي
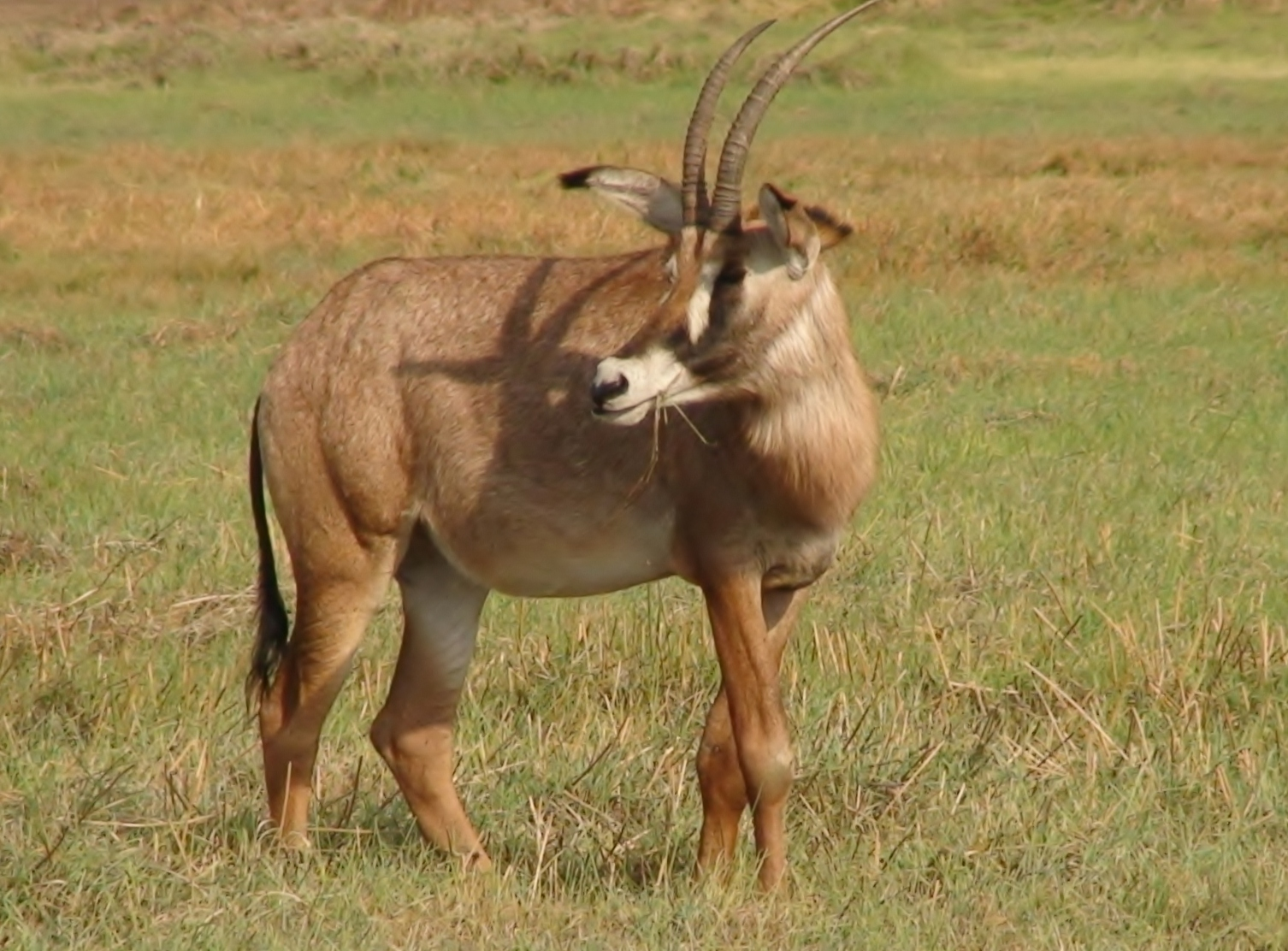
حديقة كافوي الوطنية
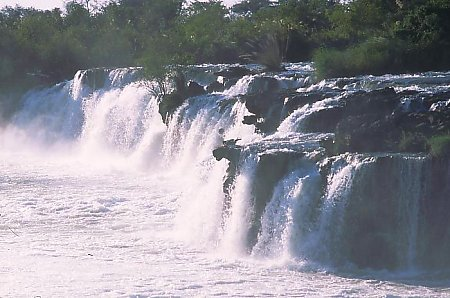
شلالات نجوني
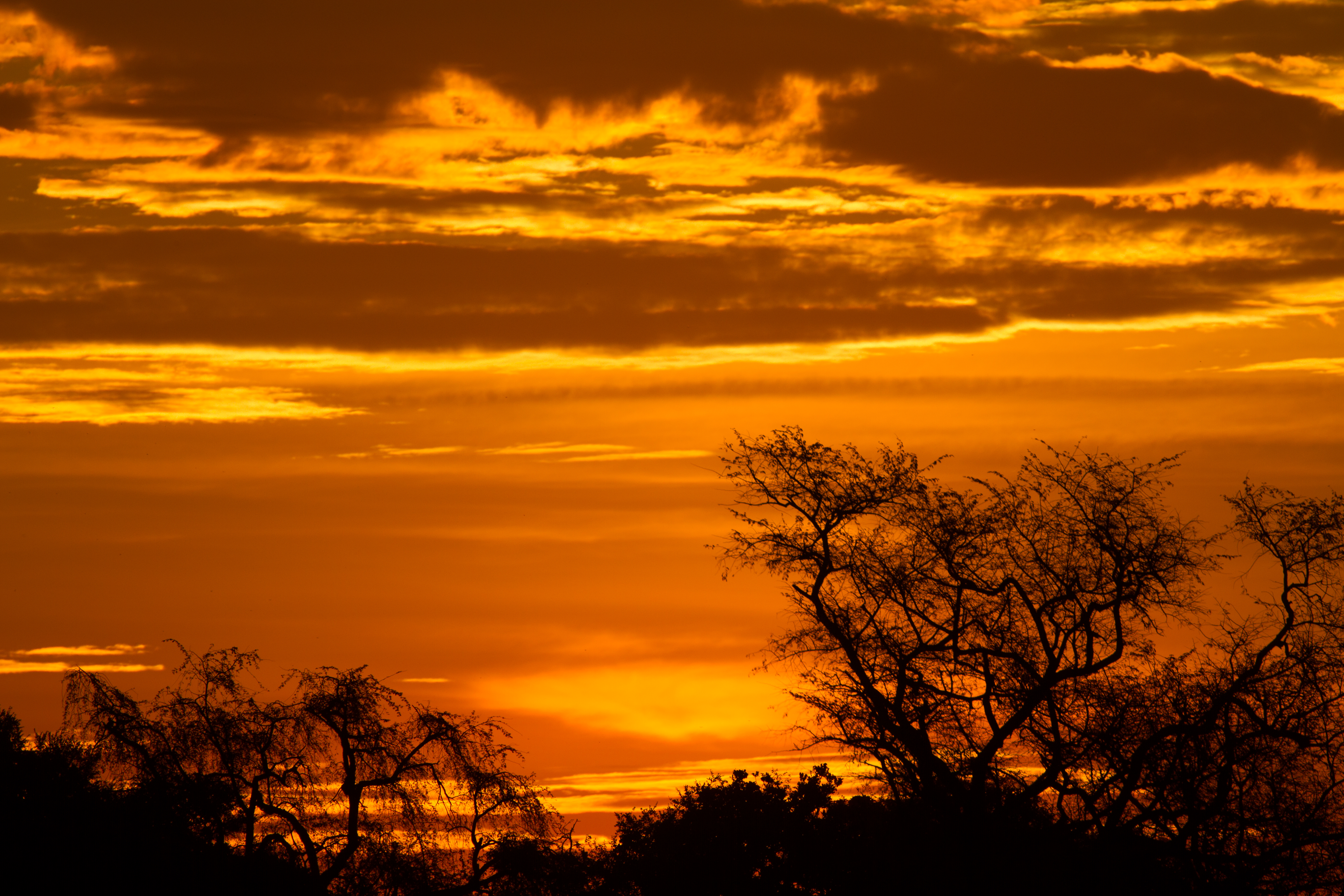
غروب الشمس في مفووي
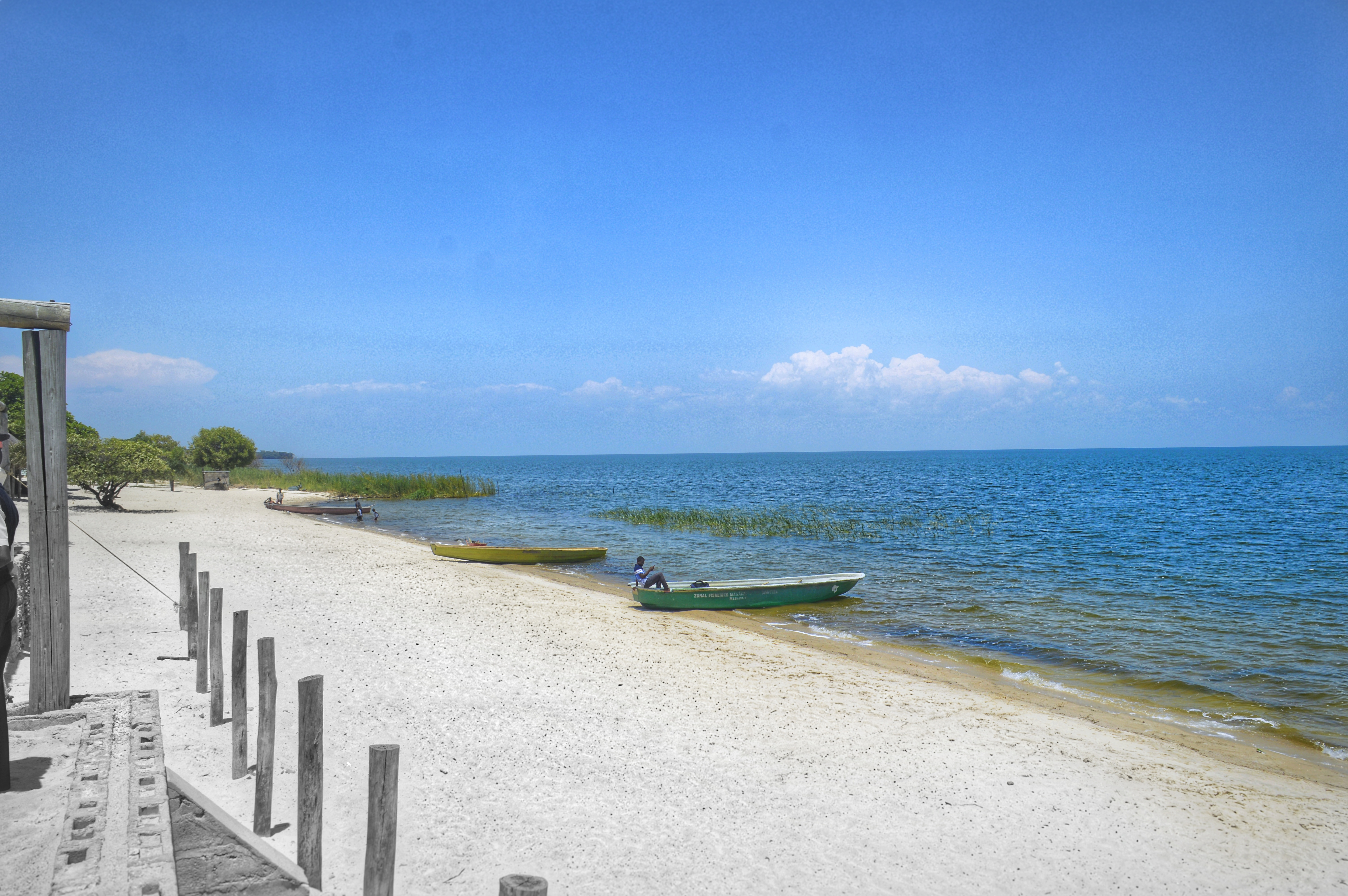
شاطئ سامفيا
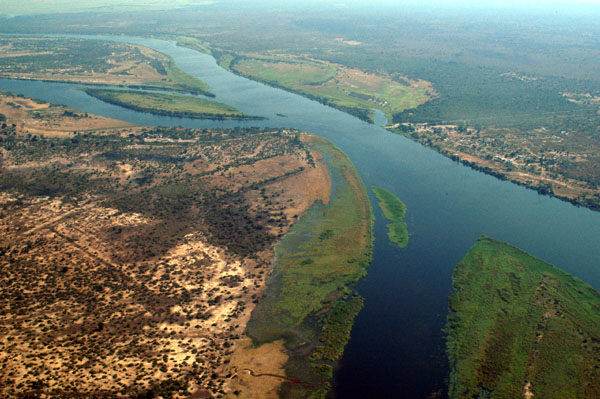
نهر زامبيزي عند تقاطع زامبيا وناميبيا وزيمبابوي وبوتسوانا
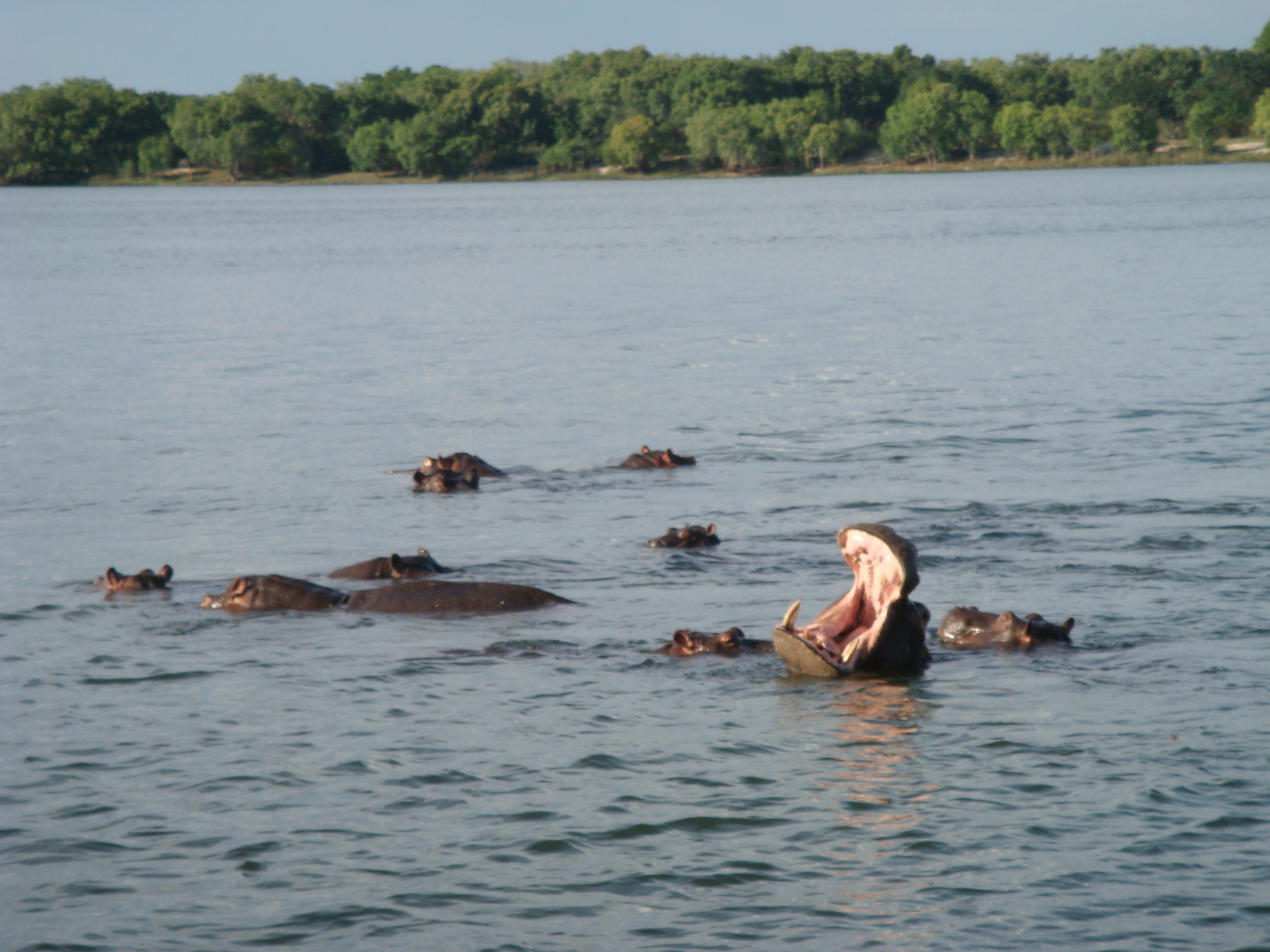
فرس النهر في نهر زامبيزي
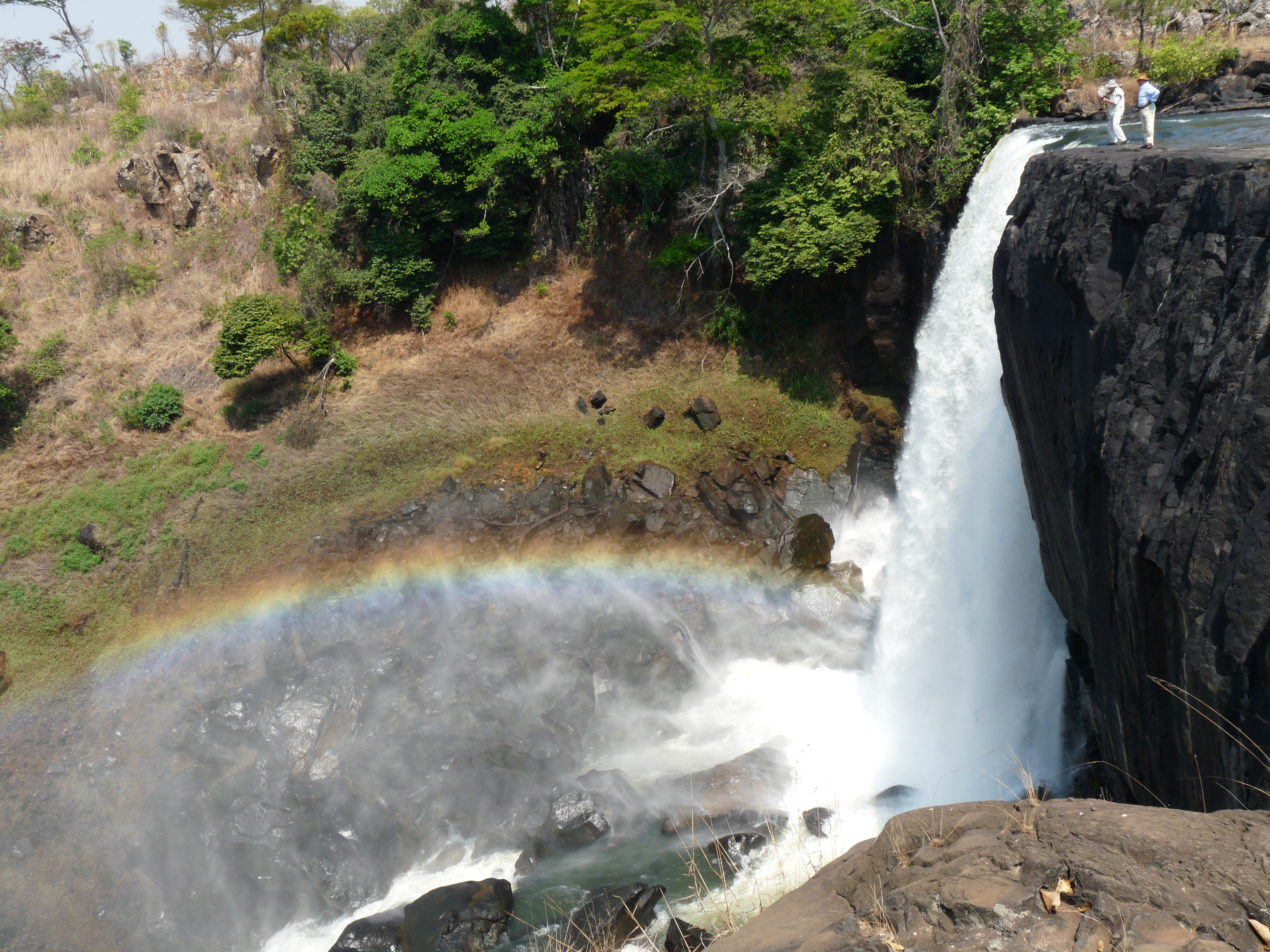
شلالات تشيسيمبا
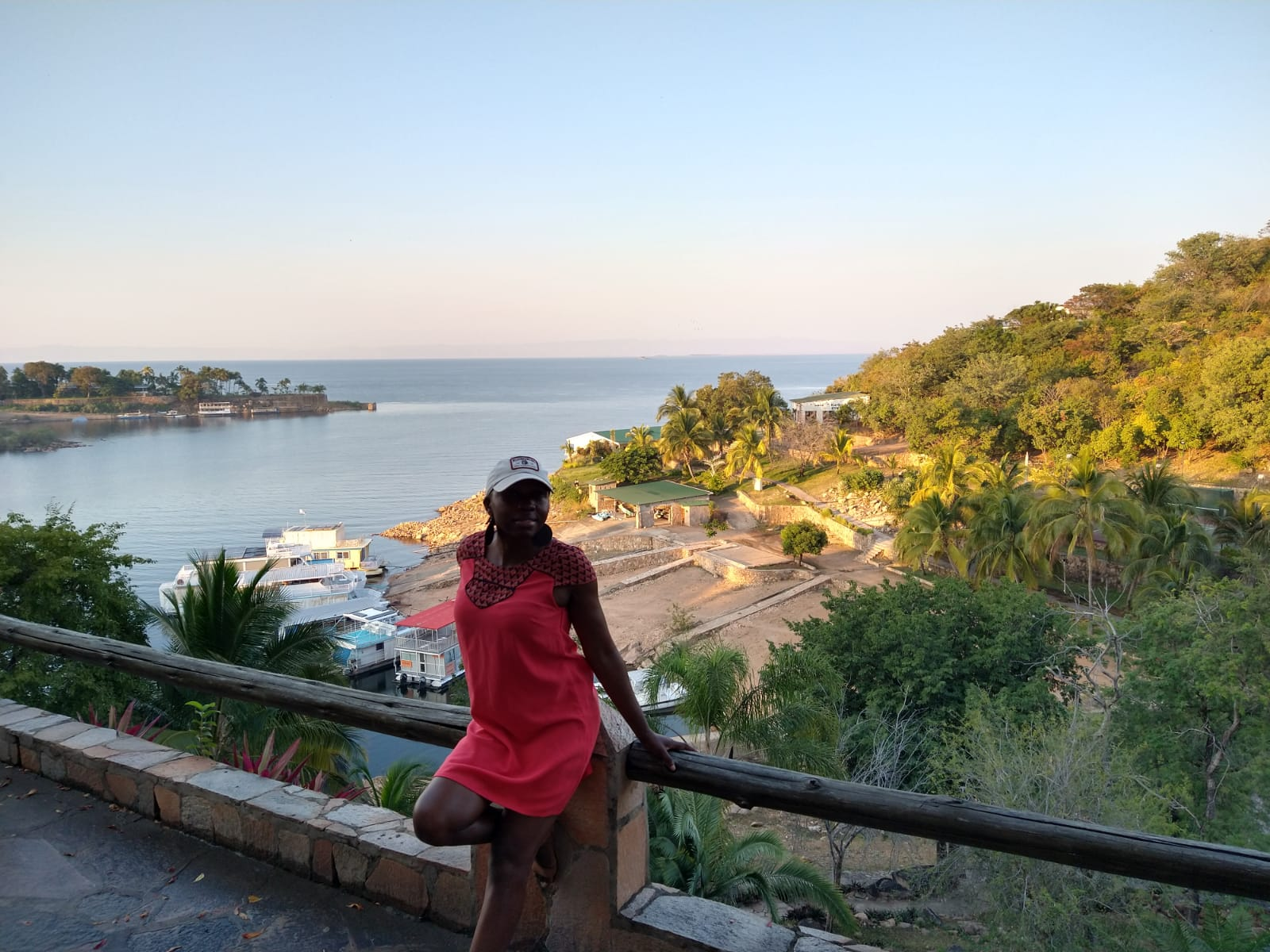
بحيرة كاريبا في سيافونجا
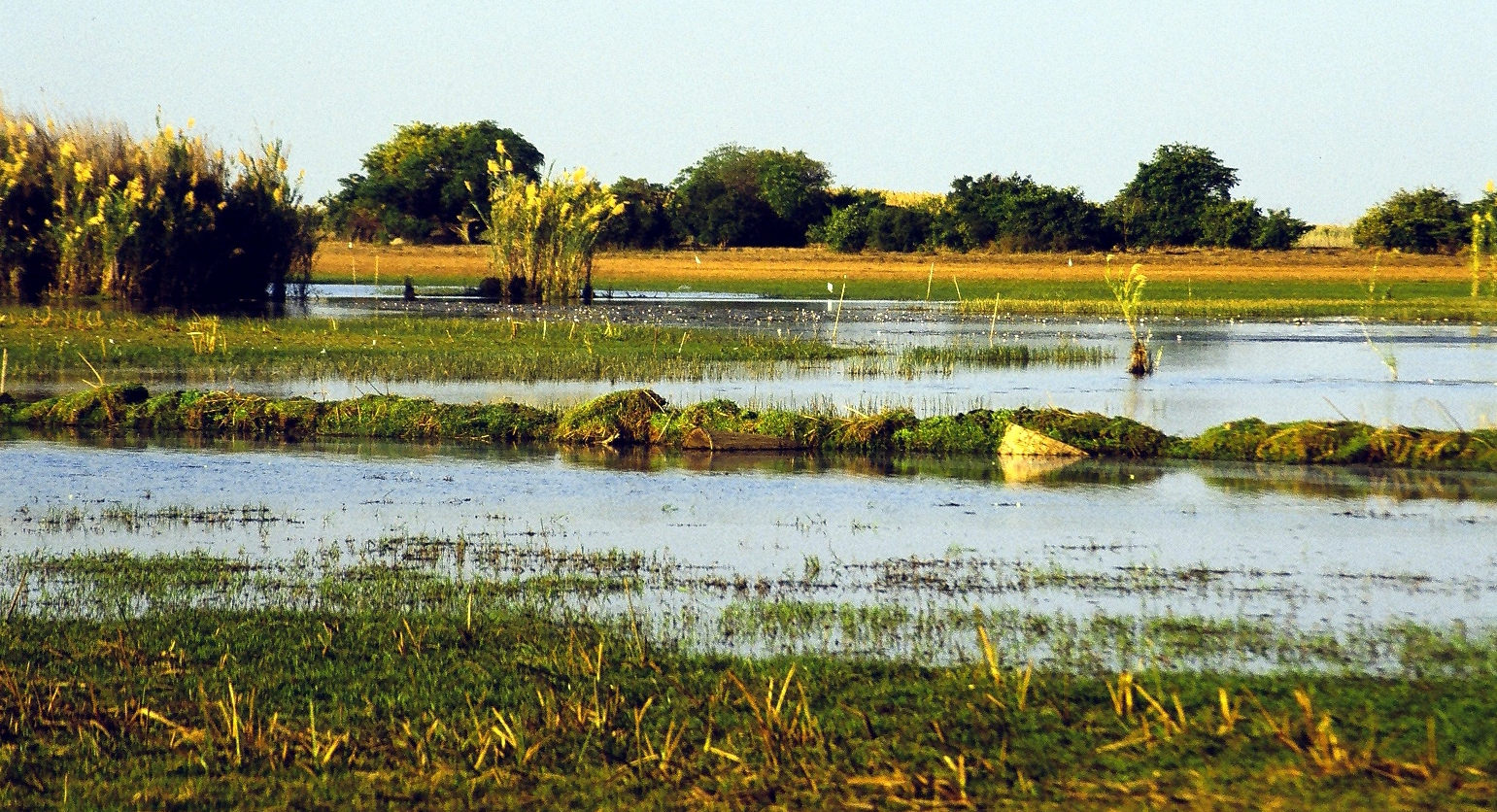
أراضي بانجويولو الرطبة

## لوائح التأشيرة
اعتبارًا من أول أكتوبر لعام 2022م، تم الإعفاء من متطلبات التأشيرة للسياح الذين يحملون جواز سفر من البلدان والأقاليم التالية: 
| دولة             | دول الخليج               | أوروبا           |
| ---------------- | ------------------------ | ---------------- |
| أستراليا         | البحرين                  | الاتحاد الأوروبي |
| كندا             | الكويت                   | المملكة المتحدة  |
| الصين            | العراق                   | النرويج          |
| اليابان          | عمان                     |                  |
| كوريا الجنوبية   | قطر                      |                  |
| الولايات المتحدة | السعودية                 |                  |
|                  | الإمارات العربية المتحدة |                  |

## الوافدون حسب البلد
أغلب الزائرين القادمين إلى زامبيا، هم من الجنسيات التالية
| الدولة                      | 2021    | 2020    | 2019      | 2018      | 2017      | 2015    | 2014    | 2013    |
| --------------------------- | ------- | ------- | --------- | --------- | --------- | ------- | ------- | ------- |
| تنزانيا                     | 169,798 | 118,708 | 206,771   | 161,990   | 222,095   | 166,833 | 219,215 | 184,187 |
| زيمبابوي                    | 139,881 | 185,154 | 424,921   | 340,263   | 242,848   | 225,527 | 208,962 | 191,048 |
| جمهورية الكونغو الديمقراطية | 75,466  | 48,311  | 108,421   | 82,578    | 96,480    | 96,201  | 89,796  | —       |
| جنوب إفريقيا                | 36,018  | 28,437  | 92,033    | 94,170    | 92,486    | 94,030  | 98,216  | 87,048  |
| الهند                       | 14,944  | 10,960  | 30,789    | 25,505    | 22,337    | 25,517  | 21,117  | 17,136  |
| موزمبيق                     | 14,765  | 12,955  | 23,671    | 19,899    | 19,833    |         |         |         |
| مالاوي                      | 12,683  | 13,603  | 26,208    | 32,667    | 28,783    | 31,539  | 29,579  | —       |
| الولايات المتحدة            | 12,256  | 6,120   | 39,930    | 41,390    | 39,121    | 38,496  | 32,625  | 31,826  |
| كينيا                       | 7,848   | 5,530   | 13,924    | 11,754    | 10,626    |         |         |         |
| بوتسوانا                    | 7,315   | 8,991   |           |           |           |         |         |         |
| المملكة المتحدة             | 7,226   | 8,510   | 27,019    | 34,789    | 43,487    | 36,997  | 31,280  | 32,309  |
| الصين                       | 6,918   | 7,696   | 34,400    | 27,796    | 26,562    | 20,648  | 30,831  | 27,603  |
| ناميبيا                     | 6,148   | 7,537   |           |           |           | 22,311  | 16,742  | —       |
| أوغندا                      | 4,175   |         |           |           |           |         |         |         |
| ألمانيا                     | 2,271   | 1,502   | 7,856     | 9,565     | 7,952     |         |         |         |
| فرنسا                       | 1,956   | 1,623   | 6,142     | 6,460     | 5,092     |         |         |         |
| هولندا                      | 1,434   | 1,174   |           |           |           |         |         |         |
| كندا                        | 1,244   | 1,406   | 6,786     | 6,911     | 5,311     |         |         |         |
| إيطاليا                     | 933     | 851     | 4,232     | 5,733     | 3,138     |         |         |         |
| أستراليا                    | 677     | 1,644   | 10,614    | 11,059    | 8,547     |         |         |         |
| الدنمارك                    | 424     | 379     | 1,670     | 1,764     | 2,225     |         |         |         |
| الاجمالي                    | 554,290 | 501,606 | 1,266,427 | 1,072,012 | 1,009,173 | 931,782 | 946,969 | 914,576 |